# Cristóbal Vergara
Cristóbal Alberto Vergara Maldonado (n. 20 de junio de 1994 en Temuco, Chile) es un futbolista chileno que juega como defensa en San Luis  de la Primera B de Chile.
Su padre es Álvaro Vergara, es un exjugador de Universidad de Chile.

## Trayectoria
Se inició en las divisiones inferiores del Club Universidad de Chile. Fue Seleccionado Sub-15, Sub-17 y Sub-20 participó en el Sudamericano Sub-15 Bolivia 2009, Sudamericano Sub-17 Ecuador 2011 y los Juegos Odesur en Colombia. 
Debutó el 27 de junio de 2011 en un partido válido por la Copa Chile frente a Unión San Felipe, ingresando por Albert Acevedo al minuto 63.
El 24 de mayo de 2013 jugó su primer partido por el Campeonato Nacional Petrobras, usando el número 35, reemplazando en el minuto 46 a Rodrigo Ureña. 
En julio de 2013 parte a préstamo desde Club Universidad de Chile a Athletic Club Barnechea logrando el ascenso a Primera División de Chile en mayo del año 2014, para participar en primera A, hecho histórico para el club. 
Después de esto parte a Deportes Temuco de la Primera B de Chile , club con el cual asciende a Primera División de Chile en abril del año 2016. Con Deportes Temuco logró clasificar a Copa Sudamericana, ganando la primera fase a Estudiantes de Mérida y posteriormente ganar a San Lorenzo de Argentina en condición de visita y local, quedando eliminado por alineación indebida-
Terminó su paso de Deportes Temuco en enero de 2021 después de un partido de liguilla contra Club Social de Deportes Rangers.
En marzo de 2021 es presentado como refuerzo en Deportes Santa Cruz. En enero de 2023, es anunciado como nuevo jugador de Deportes Melipilla de la Segunda División chilena.

## Clubes
| Club                 | País  | Año       | PJ | Goles |
| -------------------- | ----- | --------- | -- | ----- |
| Universidad de Chile | Chile | 2011-2013 | 1  | 0     |
| Barnechea            | Chile | 2013-2015 | 50 | 0     |
| Deportes Temuco      | Chile | 2015-2021 | 45 | 0     |
| Deportes Santa Cruz  | Chile | 2021-2022 | 60 | 1     |
| Deportes Melipilla   | Chile | 2023-2024 | 55 | 5     |
| San Luis             | Chile | 2025-Act. |    |       |

## Palmarés

### Campeonatos nacionales
| Título             | Club                 | País  | Año     |
| ------------------ | -------------------- | ----- | ------- |
| Primera División   | Universidad de Chile | Chile | 2011-C  |
| Primera División   | Universidad de Chile | Chile | 2012-A  |
| Copa Chile         | Universidad de Chile | Chile | 2012-13 |
| Primera División B | Deportes Temuco      | Chile | 2015-16 |